# Buxbomsordningen
Buxbomsordningen (Buxales) är en ordning av tvåhjärtbladiga växter som beskrevs av Armen Tachtadzjan och James Lauritz Reveal. Enligt Catalogue of Life ingår Buxbomsordningen i klassen tvåhjärtbladiga blomväxter, fylumet kärlväxter och riket växter, men enligt Dyntaxa är tillhörigheten istället klassen tvåhjärtbladiga blomväxter, divisionen fanerogamer och riket växter. Enligt Catalogue of Life omfattar ordningen Buxales 135 arter. 
Kladogram enligt Catalogue of Life och Dyntaxa:
| Buxbomsordningen | \| \| buxbomsväxter \| \| \| \| \| \| Didymelaceae \| \| \| \| |
|                  | \| \| buxbomsväxter \| \| \| \| \| \| Didymelaceae \| \| \| \| |
|                  | buxbomsväxter                                                  |
|                  |                                                                |
|                  | Didymelaceae                                                   |
|                  |                                                                |

## Bildgalleri

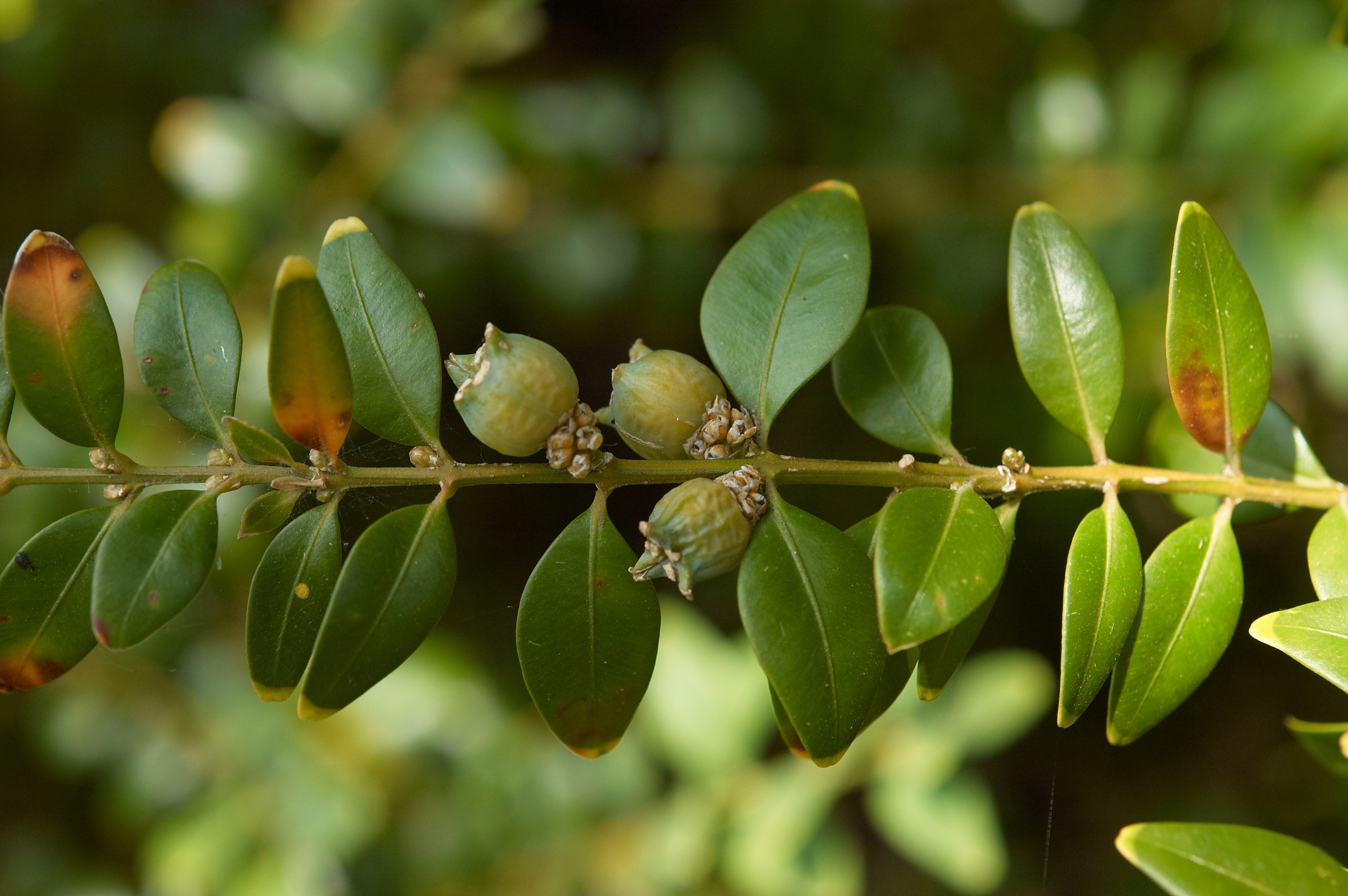
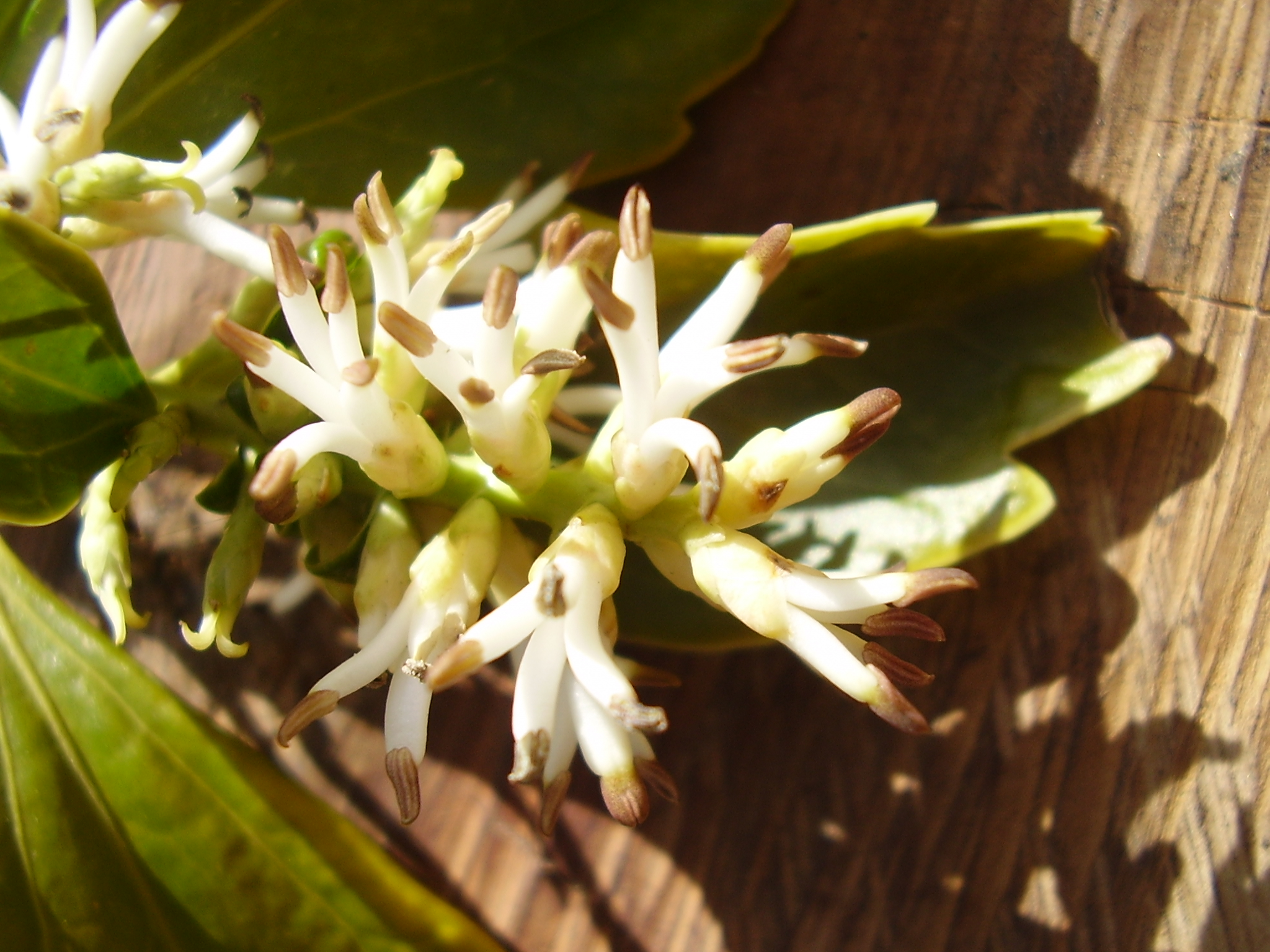
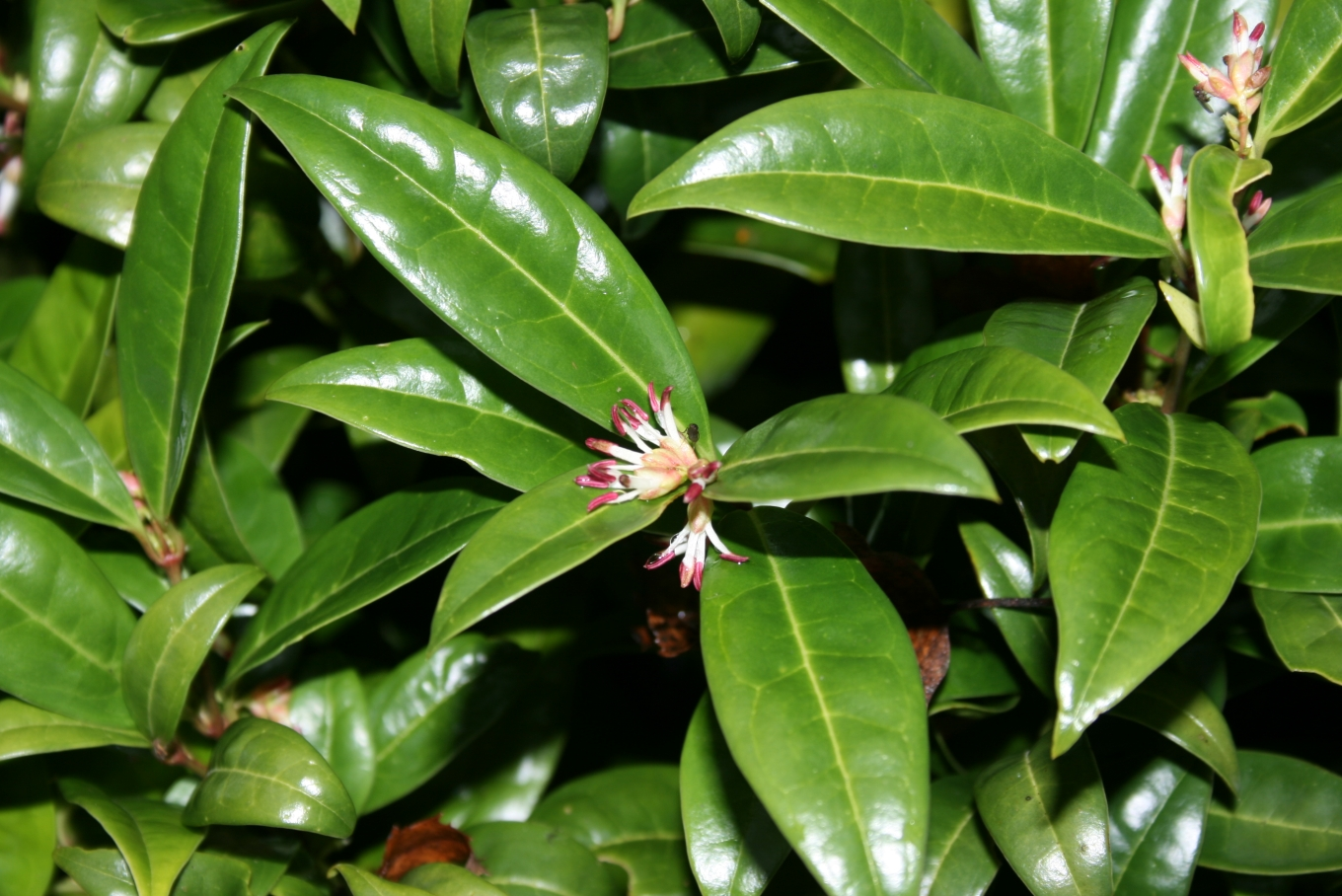